# Петров, Александр Николаевич (химик)
Александр Николаевич Петров (1943—2008) — советский и российский учёный и педагог в области физической химии, доктор химических наук (1988), профессор (1989). Заслуженный деятель науки Российской Федерации (2002).

## Биография
Родился 10 октября 1949 года в городе Каменск-Уральский Свердловской области.
С 1962 по 1967 годы проходил обучение на химическом факультете Уральского государственного университета. С 1967 по 1970 годы обучался в аспирантуре по кафедре физической химии.
С 1970 года начал педагогическую деятельность на химическом факультете Уральского государственного университета: с 1970 по 1986 годы работал в должностях — ассистента, доцента и профессора, с 1986 по 2008 годы, в течение двадцати двух лет, А. Н. Петров являлся — заведующим кафедрой физической химии химического факультета, читал курсы лекций разработанные им лично, по вопросам связанным в области гетерогенного равновесия, статистической термодинамики и термодинамики структуры сложнооксидных фаз, кристаллохимии, физической и общей химии.
С 1987 года одновременно с преподавательской занимался научно-исследовательской и организаторской деятельностью. С 1987 года являлся организатором и бессменным руководителем Лаборатории физической химии Института электрофизики УрО РАН, одновременно с 1988 по 1993 годы был организатором и руководителем отдела перспективных материалов Научно-исследовательского института физики и прикладной математики при УрГУ. С 1995 года А. Н. Петров был организатором филиала кафедры физической химии при Институте химии твёрдого тела УрО РАН и с 1997 года организатор Лаборатории Нейтронографических исследований сложных оксидов при Институте физики металлов УрО РАН. Под руководством и при непосредственном участии А. Н. Петрова проводились научные исследования в области термодинамики, кристаллической и дефектной структуры сложных оксидов и редкоземельных металлов, в результате исследований были сформулированы физико-химические основы и получены структурные и термодинамические данные позволившие получить новые материалы такие как: высокотемпературные сверхпроводники, катоды для СО2-лазеров катализаторов дожигания и электроды топливных элементов.
В 1970 году А. Н. Петров защитил диссертацию на соискание учёной степени — кандидата химических наук по теме: «Исследование кинетики и механизма синтеза молибдатов кальция и стронция в твердых фазах», в 1988 году — доктора химических наук. В 1989 году А. Н. Петрову было присвоено учёное звание — профессора.
А. Н. Петров много лет являлся членом Учёных советов УрГУ, ИХТ УрО РАН и ИЭХ УрО РАН, являлся профессором Университета Осло и Павийского университета, избирался членом международного научного электро-химического общества «Electrochemical Society». Являлся автором более двухсот научных трудов и двадцати патентов на изобретения.
В 1989 году Постановлением ЦК КПСС и Совета Министров СССР «за разработку принципиально новых керамических эмиссионных катодов для СО2-волноводных лазеров» А. Н. Петров был удостоен — Премии Совета Министров СССР.
29 июля 2002 года Указом Президента Российской Федерации «За заслуги в научной деятельности» А. Н. Петров был удостоен почётного звания — Заслуженный деятель науки Российской Федерации.
Скончался 17 октября 2008 года в Екатеринбурге. Похоронен на Сибирском кладбище (Екатеринбург).

## Награды

### Звания
- Заслуженный деятель науки Российской Федерации (2002[2])

### Премии
- Премия Совета Министров СССР (1989 — «за разработку принципиально новых керамических эмиссионных катодов для СО2-волноводных лазеров»[1])
- Первая Премия УрГУ в номинации «Лучшая научная работа года» (1988 — «за цикл работ „Физико-химические основы получения и устойчивости новых катодных и сверхпроводящих оксидных материалов“»[1])